# Muladhara
Muladhara, de acuerdo con las tradiciones del tantrismo, se refiere al  chakra muladhara (en sánscrito: मूलाधार चक्र, AITS: mūlādhāra cakra, en castellano: 'raíz de soporte') o chakra raíz es el primero de los seis chakras básicos, y se ubica en la base de la columna vertebral. Está simbolizado por una flor de loto con cuatro pétalos y el color rojo.

## Etimología del término
La palabra sánscrita muladhara significa ‘raíz de soporte’ o ‘fundación’.
- mūlādhāra, en el sistema AITS (alfabeto internacional para la transliteración del sánscrito) se compone de dos palabras:
  - mūla que significa 'raíz'.[5]
  - ādhāra que significa 'soporte'.[6]
- मूलाधार, en escritura devanāgarī del sánscrito.

La palabra sánscrita chakra significa ‘rueda’:
- cakra, en el sistema AITS (alfabeto internacional para la transliteración del sánscrito).[7][8]
- चक्र, en escritura devanāgarī del sánscrito.

## Descripción

El muladhara chakra (1), donde nace el canal lunar o idá nadi (B), el canal solar o pingalá nadi (D) y el sushumná nadi (C).

El muladhara se localiza en el perineo (plexo sacro-coccígeo), entre el ano y los genitales. Debido a su ubicación y conexión con el acto de excreción, está asociado con el ano. De acuerdo con la tradición tántrica, el muladhara es la base para que los tres nadis (en sánscrito: नाडी, AITS: nāḍī) o canales energéticos principales emerjan: idá, pingalá y sushumná.

### Símbolos
Está simbolizado por una flor de loto roja de cuatro pétalos con un cuadrado amarillo en su centro. El cuadrado amarillo representa el tattva de la Tierra, su elemento asociado. Del centro de los lados del cuadrado y de sus esquinas nacen ocho flechas hacia afuera. 
También el primer chakra está simbolizado por el elefante, la imagen de la firmeza y la fuerza de la tierra.

### Matrikas
En cada pétalo se inscriben las 4 consonantes o matrikas (AITS: mātṛkās), que son las letras del alfabeto pronunciadas como mantras, desde arriba a la izquierda, en sentido horario:

| n.º | Matrika | Consonante | Consonante en sánscrito | Descripción      | Ref.   |
| --- | ------- | ---------- | ----------------------- | ---------------- | ------ |
| 1   | Vang    | va         | व                       | semivocal        | [ 19 ] |
| 2   | Shang   | śa         | श                       | sonido espirante | [ 19 ] |
| 3   | Shang   | ṣa         | ष                       | sonido espirante | [ 19 ] |
| 4   | Sang    | sa         | स                       | sonido espirante | [ 19 ] |

## Función
Se considera al muladhara como la base del "cuerpo energético". Los sistemas yóguicos acentúan la importancia de estabilizar este chakra. Es aquí donde se encuentra la energía kundalini (en sánscrito: कुण्डलिनी, AITS: kuṇḍalinī, en castellano: 'la enroscada'). La energía se visualiza como una serpiente enroscada en espiral y dormida en el muladhara chakra.  Cuando la kundalini se despierta, la consciencia del mundo emerge.

## Activación
El bija mantra para activar este chakra es Lam. La nota musical para la activación es Shadja o Sa (en hindi: षड्ज), que corresponde a la nota Do en el sistema de notación musical latino.

## Nombres alternativos
- En el tantrismo: muladhara, adhara, brahma padma, bhumi chakra, chaturdala, chatuhpatra, mooladhara, mula Chakra, mula padma.[17][25]
- En los Vedas (Upanishads tardíos): muladhara, adhara, brahma, mulakanda[17][25]
- En los Puranas: muladhara, adhara.[17][25]